# Oasi (film 1955)
Oasi (Oasis) è un film del 1955 diretto da Yves Allégret.